# Маріо Раваньян
Маріо Раваньян (італ. Mario Ravagnan, нар. 18 грудня 1930, Падова, Італія — 13 грудня 2006, Турин, Італія) — італійський фехтувальник на шаблях, срібний (1964 рік) та бронзовий (1960 рік) призер Олімпійських ігор.

## Виступи на Олімпіадах
| Олімпіада     | Дисципліна     | Місце |
| ------------- | -------------- | ----- |
| Мельбурн 1956 | командна шабля | 5     |
| Рим 1960      | командна шабля | 3     |
| Токіо 1964    | командна шабля | 2     |